# Iodopsina
La iodopsina és una cromoproteína. Un pigment visual, al igual que la rodopsina, que està situat en els segments exteriors dels cons de la retina i intervé en la visió i percepció del color.
Està associada a la vitamina A. En rebre la llum, produeix una diferència de potencial que dona lloc a un corrent elèctric, per mitjà de la qual, la informació visual es transmet per les neurones fins al cervell.
Les iodopsinas són fotopsinas (és a dir, proteïnes) en enllaç covalent. Cadascuna amb una substància colorant tipus 1 (cromóforo): neoretinina (11-cis-retinol) o retinal (11-cis-retinal). Els pigments els quals el seu component proteic fotopsina s'uneix a un cromòfor tipus 2 (3,4-dehidro-11-cis-retinal) no es denominen com iodopsina, sinó com porfiropsina.
Els màxims d'absorció i les fotopsinas de les tres yodopsinas humanes són: la 560 nm, L-yodopsina sensible al vermell; la 530 nm, M-yodopsina sensible al verd; i la 420 nm, S-yodopsina sensible al blau.
En el regne animal, a més d'aquests pigments visuals, existeix la 340 nm, yodopsina UV sensible als rajos ultravioleta i la 620 nm, XL-yodopsina sensible als rajos infrarrojos.